# 有泉健
有泉 健（ありいずみ たけし）は、日本の技術者、実業家。ビッグローブ代表取締役社長。

## 人物・経歴
山梨県出身。1984年電気通信大学大学院通信工学専攻修了、国際電信電話入社。2016年KDDI執行役員ソリューション事業本部ソリューション推進本部長。2017年からビッグローブ代表取締役社長を務め、電気通信事業法改正への対応などにあたった。